# Dasycercus blythi
Dasycercus blythi är ett pungdjur i familjen rovpungdjur som förekommer i Australien. Populationen listades en längre tid som synonym till mulgaran (Dasycercus cristicauda) men sedan början av 2000-talet godkänns den som art.

## Utseende
Med en kroppslängd (huvud och bål) av 130 till 165 mm, en svanslängd av 75 till 100 mm och en vikt av 60 till 130 g är hannar större än honor. Honor blir 120 till 140 mm långa (huvud och bål), svansen är 60 till 90 mm lång och vikten ligger mellan 45 och 80 g. Liksom mulgaran har arten en tjock svans och en spetsig nos. Pälsen på ovansidan är sandfärgad till grå och undersidan är täckt av vitaktig päls. Svansens främre del har samma färg som ovansidan och de bakre 2/3 delar är svarta. I motsats till mulgaran saknar arten förmåga att rikta upp håren på svansens ovansida. Dasycercus blythi är även något mindre.

## Utbredning
Detta pungdjur förekommer i Australiens centrala och västra delar. Det exakta utbredningsområdet är inte helt utrett på grund av den tidigare sammanblandningen med mulgaran. Arten lever i gräsmarker som domineras av gräsarter från släktet Triodia.

## Ekologi
Individerna är främst nattaktiva och de gräver jordhålor i sanddyner. De äter olika ryggradslösa djur som kompletteras med mindre ödlor och små däggdjur. Hannar och honor har revir som är 1,4 till 14 hektar stora och som överlappar med upp till 20 procent. Honor har en kull per år med upp till 6 ungar. Födelsen sker mellan juni och oktober. I vissa regioner eller under vissa år dör de flesta hannar efter parningen och när ungarna föds finns nästan inga vuxna hannar kvar. I andra regioner kan individer av båda kön fortplanta sig under två eller sällan tre år. Exemplar som levde i fångenskap blev upp till fem år gamla.

## Status
Arten påverkas i viss mån av introducerade betesdjur (får, nötkreatur) som förändrar landskapet. Flera exemplar dödas av tamkatter och rödrävar. Dasycercus blythi förekommer i olika naturskyddsområden och dessutom har den ett stort utbredningsområde. IUCN listar arten som livskraftig (LC).